# Chrysocharodes lasallei
Chrysocharodes lasallei är en stekelart som beskrevs av Schauff 1998. Chrysocharodes lasallei ingår i släktet Chrysocharodes och familjen finglanssteklar.
Artens utbredningsområde är Colombia. Inga underarter finns listade i Catalogue of Life.